# Anna Proclemer
Anna Maria Proclemer, née le 30 mai 1923 à Trente et morte le 25 avril 2013 à Rome, est une actrice italienne.

## Biographie
Elle débute en 1941 dans Nostra Dea de Massimo Bontempelli, mis en scène par Turi Vasile au Teatro dell'Università di Roma, mais ses débuts en tant que protagoniste ont lieu quelques mois plus tard dans Minnie la candida, toujours de Bontempelli, mis en scène par Ruggero Jacobbi. Pendant la guerre, elle joue avec le Teatro delle Arti d'Anton Giulio Bragaglia, puis avec la troupe IDI, la troupe Pagnani-Cervi et la troupe Ricci. Elle travaille avec Vittorio Gassman et Luigi Squarzina au Teatro d'Arte et à nouveau au Piccolo Teatro de Milan sous la direction de Giorgio Strehler.
Au cinéma, elle joue dans 15 films. Elle joue ensuite des seconds rôles, mais est en même temps choisie par Alberto Lattuada pour être la voix d'Yvonne Sanson dans Le Crime de Giovanni Episcopo. Elle a également prêté sa voix à Anne Bancroft dans Miracle en Alabama, rôle qu'elle a ensuite repris dans une adaptation télévisée diffusée en 1968 et répétée à plusieurs reprises. Avant ces deux expériences, elle avait joué dans Miracle en Alabama au théâtre, lors de la saison 1960-1961, aux côtés de la nouvelle venue Ottavia Piccolo.
En 1955, Lucio Ardenzi (it) la fait participer à une tournée en Amérique du Sud — Brésil, Argentine, Uruguay — organisée avec le soutien du ministère des arts du spectacle. Parmi les participants figuraient des acteurs tels que Luigi Vannucchi, Giorgio Albertazzi, Renzo Ricci, Eva Magni, Tino Buazzelli, Glauco Mauri, Davide Montemurri, Franca Nuti et Bianca Toccafondi. À l'exception du Roi Lear de Shakespeare, qui réunit tous les acteurs principaux de la troupe dans un même spectacle, le répertoire est entièrement italien : Corruzione al Palazzo di giustizia d'Ugo Betti, Beatrice Cenci d'Alberto Moravia en première mondiale, Il seduttore de Diego Fabbri.
En 1956, elle inaugure une longue association artistique et sentimentale avec Giorgio Albertazzi. C'est à ses côtés qu'elle fait sa première apparition à la télévision, trois ans plus tard, dans le téléfilm L'idiota, qui sera suivie de nombreuses autres, notamment dans des retransmissions de pièces de théâtre. Son répertoire comprend des textes de Luigi Pirandello, George Bernard Shaw, Lillian Hellman et Gabriele D'Annunzio, entre autres.
En 2010, elle a reçu le prix Gassman pour l'ensemble de son œuvre théâtrale et en 2011, le prix Alabarda d'oro. Anna Proclemer a mis fin à ses 70 ans de carrière en jouant dans le film Magnifica presenza de Ferzan Özpetek  en 2012. Le même réalisateur lui confiera plus tard un autre rôle dans son film suivant Allacciate le cinture, mais elle refusera, affirmant qu'elle ne se sentait pas prête à passer à autre chose et à jouer un autre rôle. Elle est décédée le 25 avril 2013, à l'âge de 89 ans.
En 2018, à l'occasion du cinquième anniversaire de sa mort, le journaliste trentin Franco Delli Guanti réalise le documentaire La tigre di carta. Anna Proclemer tra successi e fragilità.

### Vie privée
En 1946, elle épouse l'écrivain Vitaliano Brancati, qui a écrit pour elle la pièce La governante. Peu avant la mort de ce dernier en 1954, le couple se sépare ; de cette union naît en 1947 une fille, Antonia Brancati, qui deviendra écrivain et scénariste. Après la séparation, elle a eu une relation sentimentale pendant de nombreuses années avec l'acteur Giorgio Albertazzi. Athée déclarée, Proclemer a déclaré dans une interview en 2003, à l'âge de 80 ans : « quand j'ai une douleur intérieure, je ne sais pas vers qui me tourner, sinon vers la mémoire des gens que j'ai aimés ».

## Décorations
2e classe / Grand officier : Grande ufficiale al Merito della Repubblica Italiana (10 8154), proposée par le président de la République, 26 juin 1996.

## Filmographie

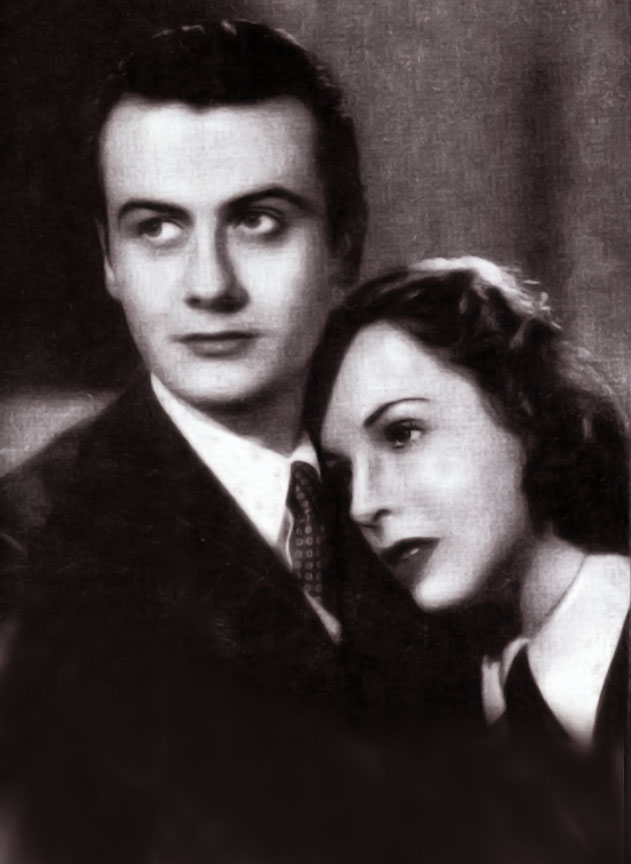
Roberto Villa et Anna Proclemer dans Giorno di nozze (1942).

### Cinéma
- 1942 : Jour de noces (Giorno di nozze) de Raffaello Matarazzo : Mariella Bonotti
- 1943 : Il birichino di papà de Raffaello Matarazzo : Livia
- 1946 : Malia de Giuseppe Amato : Jana
- 1954 : Voyage en Italie de Roberto Rossellini : la prostituée
- 1970 : Paranoia de Umberto Lenzi : Constance Sauvage
- 1975 : Il fidanzamento de Giovanni Grimaldi : Mussia Katuscia
- 1976 : Cadavres exquis de Francesco Rosi : l'épouse de Nocio
- 2008 : No problem de Vincenzo Salemme : Aurélia
- 2013 : Magnifica presenza de Ferzan Özpetek : Livia Morosini

### Télévision
- 1960 : Anna Christie, téléfilm de Sandro Bolchi
- 1968 : Agamennone, téléfilm de Davide Montemurri
- 1960 : La pieta di novembre, téléfilm de Lino Procacci
- 1981 : George Sand mini-série de Giorgio Albertazzi

## Théâtre
- 1941 : Notre déesse de Massimo Bontempelli, mise en scène Turi Vasile, Théâtre de l'Université de Rome
- 1942 : Le petit pot (Aulularia) de Plaute, mise en scène Roberto Marsico, Théâtre de l'Université de Rome
- 1942 : Cerise mon frère, de Siro Angeli, mise en scène Lucio de Concini, Théâtre de l'Université de Rome
- 1942 : Minnie candida de Massimo Bontempelli, mise en scène Ruggero Jacobbi, Théâtre de l'Université de Rome
- 1942 : Cendrillon de Massimo Bontempelli, mise en scène Corrado Pavolini, Théâtre Pergola (Florence)
- 1942 : Le Rozeno de Camillo Antona Traversi, mise en scène Giulo Bragaglia Anton, Théâtre Nuovo de Milan
- 1942 : La Voix dans la tempête de Adelchi Moltedo, mise en scène Giulo Bragaglia Anton, Théâtre Nuovo de Milan
- 1943 : Les deux frères rivaux de Giambattista della Porta, mise en scène Gerardo Guerrieri, Théâtre des Arts (Rome)
- 1943 : L'École de campagne de Takeda Izumo, mise en scène Gerardo Guerrieri, Théâtre des Arts (Rome)
- 1943 : Don Giovanni involontario de Vitaliano Brancati, mise en scène Giulo Bragaglia Anton, Arts de la scène (Rome)
- 1943 : La Librairie du soleil de Diego Fabbri, mise en scène Turi Vasile, Théâtre des Arts (Rome)
- 1943 : Chaines de d'Allan Langdon Martin, mise en scène Giulo Bragaglia Anton, Théâtre des Arts (Rome)
- 1943 : La Gibigianna de Carlo Bertolazzi, mise en scène Giulo Bragaglia Anton, Théâtre des arts (Rome)
- 1944 : La Représentation de Santa Uliva, anonyme, mise en scène Gualtiero Tumiati, Théâtre de l'Université de Rome